# Адлер, Данкмар
Данкмар Адлер (англ. Dankmar Adler; 3 июля 1844, Штадтленгсфельд — 16 апреля 1900, Чикаго) — американский архитектор.

## Биография
Данкмар Адлер родился в Германии, в семье раввина Либмана Адлера (англ. Liebman Adler) и его жены Сары. В 1854 году был привезен в Америку в возрасте 10 лет родителями-эмигрантами. Сначала поселился в Детройте. Осваивать архитектуру начал в 1857 году.
Юношей воевал в Гражданской войне. Работал в различных чикагских фирмах. В 1871 вместе с Эдвардом Бурлингом открыл офис, в котором они спроектировали и построили более 100 зданий. Открыв свой собственный офис, он пригласил к себе в 1880 году чертежника Луиса Салливена, ставшего впоследствии всемирно известным архитектором. Вместе с Салливеном они построили много чикагских зданий, вошедших во все архитектурные хрестоматии. Среди них здания чикагской фондовой биржи и знаменитого театра Auditorium Building. Фирма Adler and Sullivan вложила также неизмеримый вклад в восстановление центра Чикаго после Великого чикагского пожара 1871 года. В офисе Адлера и Салливена начал чертежником свою архитектурную карьеру великий американский архитектор Ф. Л. Райт.

## Избранные проекты и постройки
В Чикаго:
- Кингсбери Холл, ул. Кларк (Kingsbury Hall, Clark Street)
- Методисткая церковь на ул. Кларк (Methodist Church Block, Clark Street)
- Дом Альберта Салливена (Albert Sullivan Residence) (1891-92)
- Театр «Аудиториум» (Auditorium Building) (1887—1889)
- Клуб «Стандард» (Standard Club of Chicago) (1887—1888)
- Синагога Кехила Анше Маарив (Kehilath Anshe Ma’ariv Synagogue) (1891)
- Здание Шиллера (Schiller Building) (1892)
- Чикагская фондовая биржа (Chicago Stock Exchange Building) (1893—1894)
- Всемирная Колумбийская Выставка (1893)

За пределами Чикаго:
- Здание банка «Юнион Траст» (Union Trust Building), Сент-Луис (1893)
- Здание «Уэйнурайт» (Wainwright Building) Сент-Луис (1890—1891)